# Bombardier Global Express
Bombardier Global Express är en ultra long range affärs- och VIP-höghastighetsjet som också har modifierats för militära uppdrag. Utvecklingen av typen påbörjades av Bombardier 1991 och flygplanet lanserades officiellt 1993. Den första flygningen skedde den 13 oktober, 1996.

## Utveckling

### Global Express
Global Express kan flyga interkontinentala sträckor utan att behöva tankas (till exempel New York - Tokyo) eller mellan vilka två punkter som helst på jorden med endast en mellanlandning. I denna klass tävlar Global Express med Airbus Corporate Jet, Boeing Business Jet och Gulfstream G550.
Bombardiers dotterbolag har tre specifika roller i projektet, Canadair är designansvarig och tillverkar nosen; Shorts, Belfast är ansvarigt för design och tillverkning av motorkåpan, horisontella stabilisatorn och främre tanken; och de Havilland Canada bygger bakre tanken, vertikala fenan och tar hand om den slutgiltiga monteringen. Den största externa leverantören är Japans Mitsubishi Heavy Industries som bygger ving- och mittersta tanksektionerna.

#### Sentinel R1
Den militära versionen av Global Express är Sentinel R1 hos Royal Air Force. Sentineln bär Raytheon Airborne Stand-Off Radar (ASTOR) och har som uppgift att övervaka slagfältet, i likhet med United States Air Force JSTARS flygplan. Flygplanet valdes ut på grund av dess maximala flyghöjd, 51,000 ft (15,545 m). På grund av modifieringar på flygplanet, inkluderat strömlinjeformning av radar och SATCOM-antenner, så är Sentinels maximala flyghöjd reducerad men den är fortfarande högre än Boeing 707 som bär JSTARS-radarn. Detta höjdövertag tillåter att en större area kan övervakas.

### Global Express XRS
Global Express XRS är en förbättrad version av originalflygplanet, med högre marschfart, utökad räckvidd, förbättrad kabinlayout och belysning. Tillägget XRS har ingen egentlig betydelse, utan valdes av marknadsföringsskäl. Förbättringen av räckvidden uppnås med hjälp av ytterligare en tank, som rymmer 674 kg bränsle, vid vingroten.
Global 5000 är en förkortad version av Global Express XRS. Den byggs på samma produktionslinje och de två typernas serienummer är sammanblandade.